# CSAR-Klasse 9
Die Fahrzeuge der Klasse 9 der  Central South African Railways (CSAR) waren Schlepptender-Dampflokomotiven mit der Achsfolge 2'C1' (Pacific). Fünf Lokomotiven lieferte die Vulcan Foundry im Jahr 1904; sie erhielten die Bahnnummern 600 bis 604.
Die Nachlaufachse der Lokomotiven war relativ eng an die letzte Kuppelachse herangerückt, und Stehkessel und Aschkasten waren lang, schmal und zwischen den Kuppelrädern angeordnet – es waren die einzigen Pacifics dieser Bauart in Südafrika. Die innenliegende Stephenson-Steuerung bewegte über Übertragungswellen außenliegende Flachschieber. Der vierachsige Tender fasste 10,1 t Kohle und 18,2 m² Wasser. 
Die Lokomotiven wurden überwiegend auf Hauptstrecken in Transvaal eingesetzt. Als die CSAR 1910 in die South African Railways (SAR) aufgingen, wurden die Maschinen ebenfalls als Klasse 9, aber mit den neuen Bahnnummern 727 bis 731 übernommen. Da es keine ähnlichen Bauarten gab, war die SAR-Klasse 9 eine der wenigen, die nicht durch Buchstaben in Unterklassen aufgeteilt war.
1926 wurden die Lokomotiven ausgemustert; es ist kein Exemplar erhalten geblieben.